# Jarosławice (Mazovie)
Pour les articles homonymes, voir Jarosławice.
Jarosławice (prononciation : [jarɔswaˈvit͡sɛ]) est un village polonais de la gmina de Wolanów dans le powiat de Radom de la voïvodie de Mazovie dans le centre-est de la Pologne.
Il se situe à environ 7 kilomètres au nord-ouest de Wolanów (siège de la gmina), 17 kilomètres à l'ouest de Radom (siège du powiat) et à 88 kilomètres au sud de Varsovie (capitale de la Pologne).

## Histoire
De 1975 à 1998, le village appartenait administrativement à la voïvodie de Radom.